# Santa Park
Il Santa Park è un parco di divertimenti situato a Rovaniemi, in Lapponia (Finlandia), che rappresenta la grotta del villaggio di Babbo Natale e che include diverse attrazioni:
- la galleria dei negozi
- la mostra delle sculture in ghiaccio
- il laboratorio segreto degli elfi di Babbo Natale
- il laboratorio segreto di Babbo Natale
- la cucina di pan di zenzero
- il ristorante
- il parco giochi per i bambini
- gli spettacoli degli elfi
- l'ufficio postale
- la stanza dove viene conservata la slitta di Babbo Natale